# Varneville-Bretteville
Varneville-Bretteville è un comune francese di 300 abitanti situato nel dipartimento della Senna Marittima nella regione della Normandia.

## Società

### Evoluzione demografica
Abitanti censiti